# Villa rustica (Holheim)

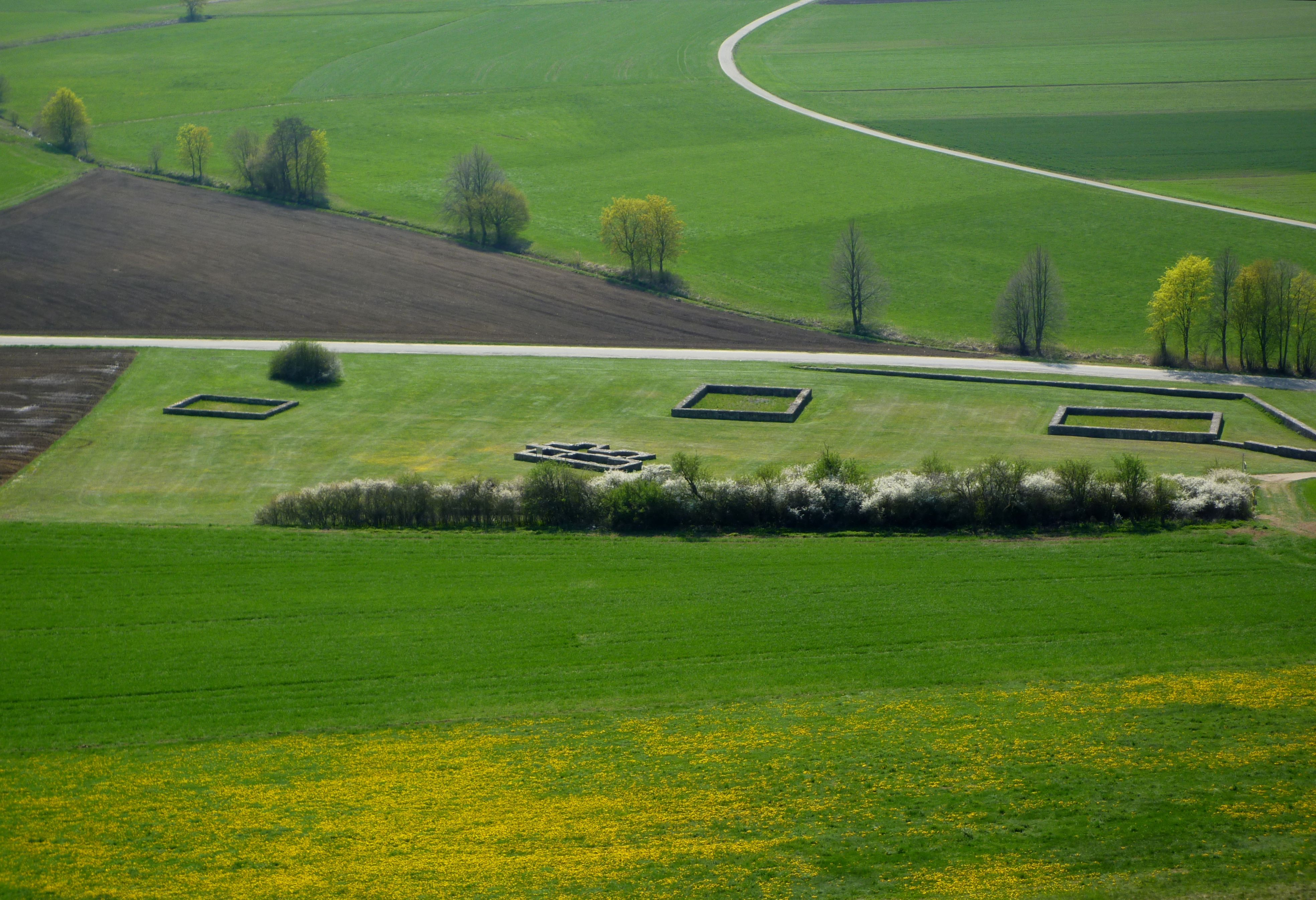
Blick vom Riegelberg auf die teilrekonstruierten Grundrisse des Gutshofs.

Die Villa rustica bei Holheim ist ein kleinerer römischer Gutshof, der in den Jahren 1975 bis 1981 freigelegt wurde. Sie befindet sich in Sichtweite der bereits im Mittelpaläolithikum bewohnten Ofnethöhlen bei Holheim, einem Stadtteil von Nördlingen im Landkreis Donau-Ries, Bayern. Die Fundamente der Anlage wurden schrittweise freigelegt, konserviert und der Öffentlichkeit zugänglich gemacht.

## Lage und Forschungsgeschichte

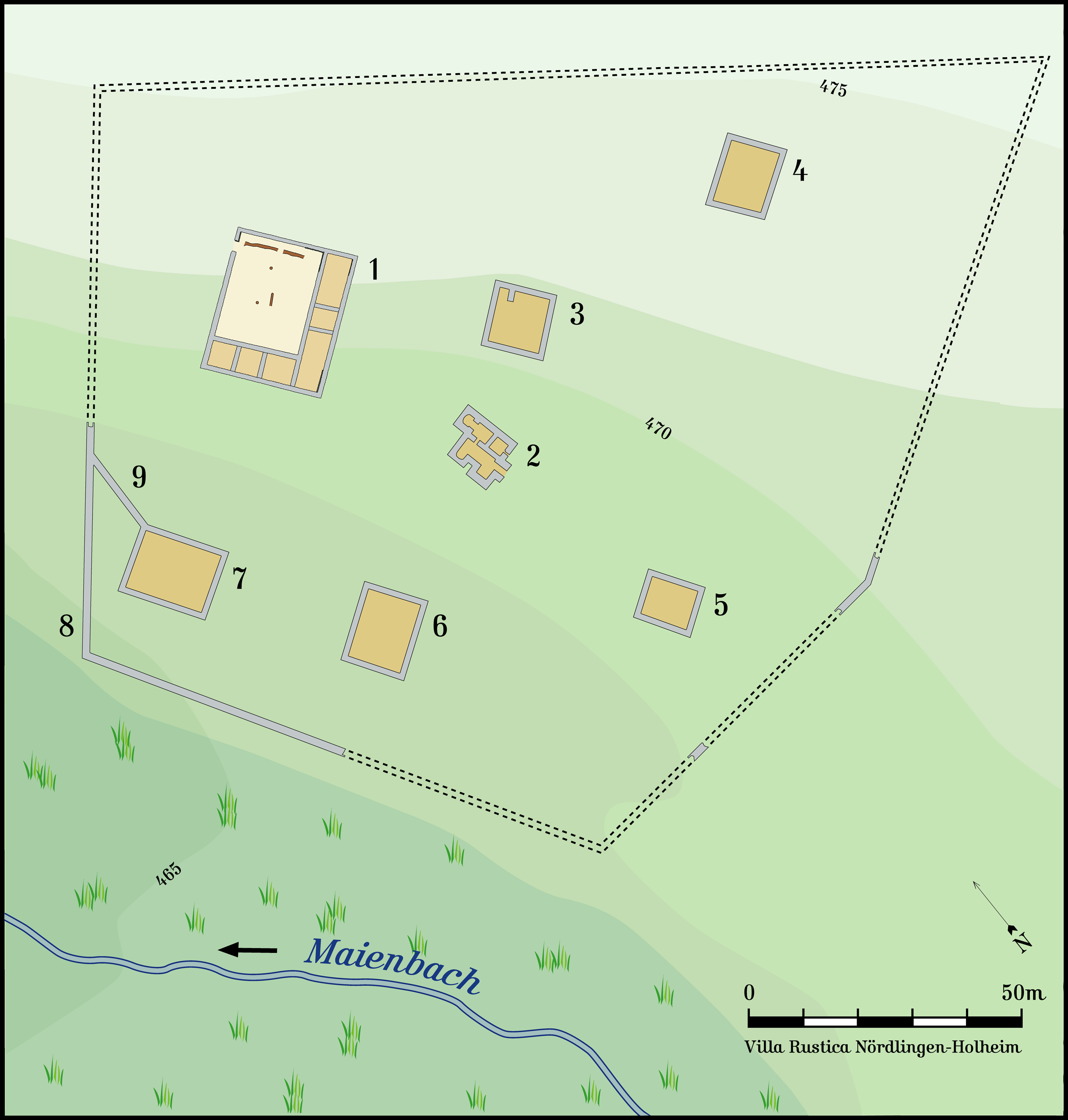
Gesamtansicht der Villenanlage. 1: Haupthaus; 2: beheizbares Bad; 3–7: Wirtschaftsgebäude; 8: Hofmauer; 9: Verbindungsmauer.

Der Gutshof war im Maienbachtal nahe dem südwestlichen Fuß eines fast zwei Kilometer langen Höhenrückens aus Kalkstein errichtet worden. Dieses Felsmassiv liegt am Kraterrand des Nördlinger Rieses und hatte auf seiner Hochfläche gegenüber der im Tal liegenden römischen Villa eine ungefähr 400 v. Chr. errichtete Befestigung getragen, deren verflachte Wälle durch moderne Steinbrüche weitgehend zerstört wurden. Das Ries galt in der Antike als Kornkammer der römischen Provinz Raetia, was sich auch an der Zahl von über 70 bezeugten Villae rusticae in dieser Region belegen lässt.
Bereits im 19. Jahrhundert wurde römisches Fundgut unterhalb der Ofnethöhlen entdeckt, doch erst 1974 zeigten sich erste Überreste des Haupthauses der Villa. Im Zuge der Flurbereinigung konnte 1975 und 1976 zunächst diese Haupthaus freigelegt und das Gelände für weitere archäologische Grabungen gesichert werden. Weitere Untersuchungen erfolgten 1980 und 1981. Dabei wurde der gesamte zentrale Villenbereich mit weiteren Gebäuden aufgedeckt und 1983 auf Beschluss der Stadt Nördlingen für Besucher konserviert. Heute gilt die Holheimer Villa rustica als gründlich erforscht.

## Befund
Neben dem Hauptgebäude konnten auf der Flur Ofnet fünf weitere Bauwerke, darunter ein Bad und Teile der Umfassungsmauer, aufgedeckt werden. Meist errichteten Veteranen der römischen Armee nach ihrer ehrenvollen Entlassung Anlagen dieser Art. Die ehemaligen Soldaten trugen mit ihrer bäuerlichen Arbeit wesentlich zur Aufrechterhaltung des Wohlstandes und der Sicherheit ihrer Provinzen bei, da nicht nur die Zivilbevölkerung, sondern insbesondere die Armee dort ihre Vorräte einkaufte. Ein ausgegrabener Mühlstein zeigt, dass die Bewohner der Villa ihr Getreide selbst gemahlen haben. Nach dem Befund ist die Holheimer Villa im 2. Jahrhundert n. Chr. entstanden. 

### Umfassungsmauer, Bad und Wirtschaftsgebäude
Das zentrale Hofgelände mit Villa, Bad und fünf Wirtschaftsgebäuden war von einer mannshohen Hofmauer umfriedet. Teile dieser Umfassungsmauer konnten an der Nordwestecke sowie an der Südseite erfasst und freigelegt werden. In diesen Bereichen wurde auch eine Konservierung vorgenommen. Hygienische Einrichtungen wie ein Bad gehörten auch in den Provinzen zur allgemeinen Gesundheitspflege. Daher wurden bei der Errichtung ausnahmslos jeder Villa rustica ein Badegebäude, aber zumindest eine beheizbare Wanne mitkonzipiert. Die Funktionsbauten auf dem Areal wurden je nach Funktion und Zweck als Stein- oder Steinsockelbau errichtet.

### Haupthaus

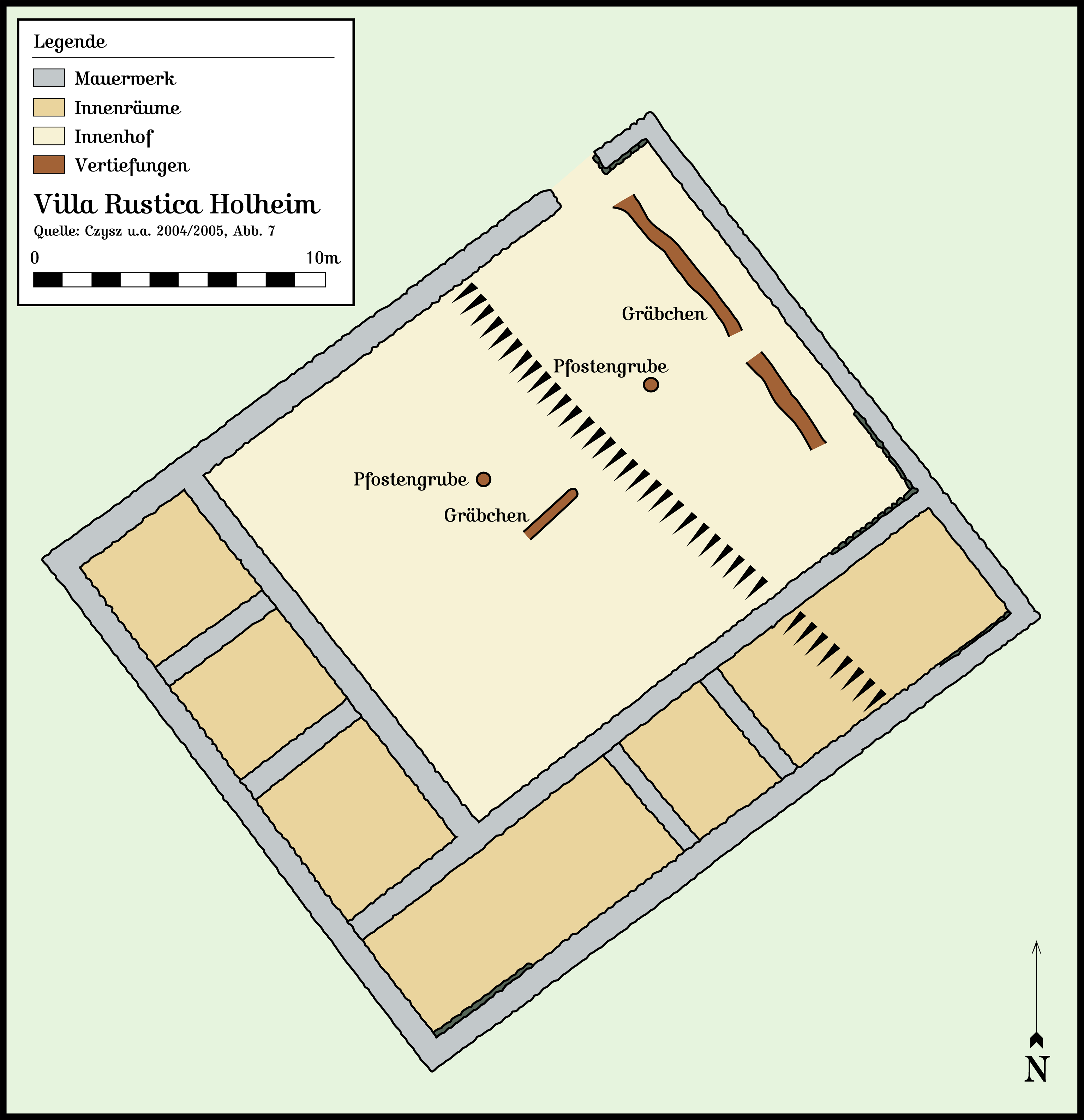
Das Holheimer Haupthaus

Das Haupthaus besaß nicht die typischen, die Hauptfassade des Bauwerks betonenden Risalite; es wirkt sehr bescheiden und zählt zu den nach ihm benannten, heute international bekannten Höfen vom Typ Holheim. Jochen Garbsch glaubte zunächst, dass es sich bei dem später als Wohnhaus identifizierten Gebäude um Teile eines Wirtschaftsbaues handelte, da die Holheimer Villa nicht in das damals bekannte, gängige Bauschema passte. Die Fundamente mit rechteckigem Grundriss zeigen einen nicht überdachten Innenhof, an den zwei seitliche Raumfolgen über Eck angrenzten. Für die einfache Bauweise bezeichnend ist das Fehlen einer Hypokaustheizung und eines Kellers. Wie die Funde zeigen, besaß der Bau jedoch Glasfenster und hatte wohl ein Schindeldach. Darauf deutet das Fehlen von Dachziegeln hin. Stattdessen wurden im Brandschutt des Hauses hunderte Eisennägel vorgefunden. Entsprechend der mediterranen Bautradition war auch in Holheim der Wohnbereich (pars urbana) von den Wirtschaftsbauten (pars rustica) separiert. Den gleichen Vorgaben folgend, konnten vom Villengebäude aus alle Nebengebäude eingesehen werden, da es über ihnen, auf einem sanft abfallenden Hang, errichtet worden war. Der talwärts gerichtete Teil des Wohnhauses war höchstwahrscheinlich zweigeschossig.

## Ende
Noch 222/225 n. Chr. errichteten die Hofbesitzer einen Altar für Jupiter. Doch möglicherweise bereits während des zweiten großen Alamanneneinfalls um 242/244 n. Chr., den der Archäologe und Numismatiker Hans-Jörg Kellner anhand von vielen Münzfunden in raetischen Kastellen ermittelte, spätestens aber mit dem endgültigen Limesfall 259/260 n. Chr., ging die Holheimer Villenanlage für immer unter. Eine Brandschicht im Haupthaus deutet das gewaltsame Ende der Hofanlage an. Wie die aus dieser Schicht geborgenen Funde zeigen, geschah die Brandkatastrophe um die Mitte des 3. Jahrhunderts. In dem niedergebrannten Wohnhaus fanden die Archäologen noch die Überreste seiner einstigen Bewohner, die unbestattet in den Ruinen liegen geblieben waren.

## Funde und Fundverbleib
Zu den herausragenden Funden aus der Brandschicht des Haupthauses gehört die Statuette eines Satyr, dessen Augen aus Silber bestanden. Möglicherweise war auch das für den Satyr typische Blasinstrument, die Doppelflöte (Aulos), aus Silber. Das Instrument ging aber wohl schon in der Antike verloren. Weitere bedeutende Funden waren zwei Fibeln, wie sie bei der römischen Armee getragen worden sind. Funde aus der Villa können im Stadtmuseum Nördlingen besichtigt werden.

## Denkmalschutz
Die antiken Bauten und weiteren Anlagen sind Bodendenkmäler nach dem Bayerischen Denkmalschutzgesetz (BayDSchG). Nachforschungen und gezieltes Sammeln von Funden sind genehmigungspflichtig, Zufallsfunde an die Denkmalbehörden zu melden.